# Camaleão-comum
O camaleão-comum (Chamaeleo chamaeleon), juntamente com o camaleão-africano é única espécie da família Chamaeleonidae presente na Europa.
Alimenta-se de insetos, especialmente gafanhotos.
A fêmea põe 20 a 30 ovos num buraco que escava no solo.

## Subespécies
Estão identificadas quatro subespécies:
- Chamaeleo chamaeleon chamaeleon
- Chamaeleo chamaeleon musae
- Chamaeleo chamaeleon orientalis
- Chamaeleo chamaeleon rectricrista

## Distribuição
Pode ser encontrado no sul da Grécia (ilhas do Egeu, Creta, Chios, Samos), Malta, sul de Portugal, sul de Espanha, sudeste da Turquia, Chipre, norte de África: Marrocos, Argélia, Tunísia, Líbia, Egito, Sinai, Israel, Jordânia, Saara Ocidental, sudoeste da Arábia Saudita, Iémene, Líbano, Síria, Iraque e Irão.